# Lupa Capitolina

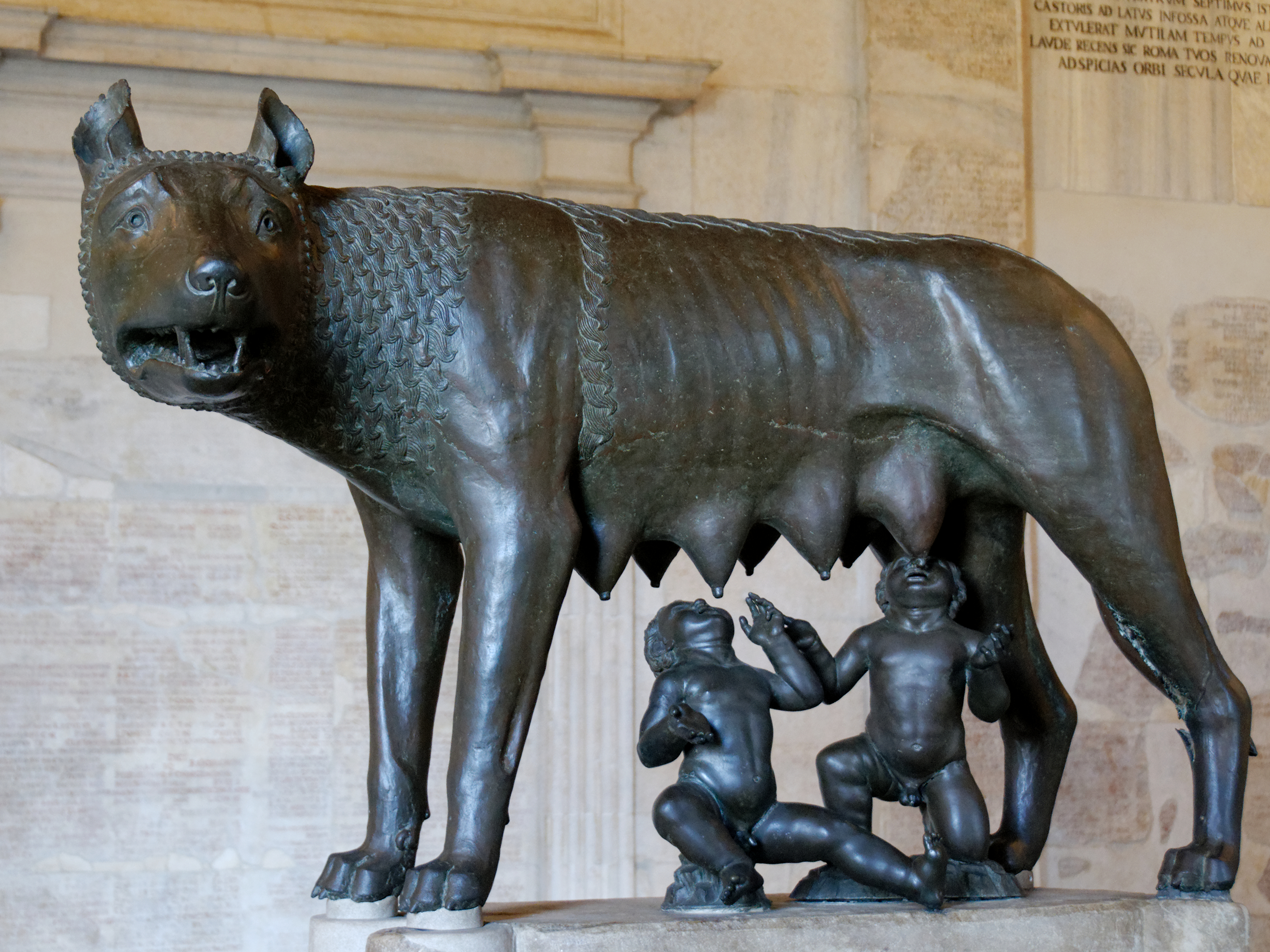
Lupa Capitolina. Rome, Capitolijnse Musea

Lupa Capitolina of Capitolijnse Wolvin is de naam gegeven aan een bronzen beeldengroep die de legendarische stichter van Rome Romulus, zijn tweelingbroer Remus en de zogende wolvin uitbeeldt. De beeldengroep (hoogte 75 cm, lengte 114 cm), die nu deel uitmaakt van de collecties van  de Capitolijnse Musea in Rome, geldt als een van de beroemdste kunstwerken in de Westerse kunstgeschiedenis. De Lupa Capitolina werd vroeger beschouwd als een kunstwerk uit de klassieke oudheid. Recent archeometrisch onderzoek heeft echter aangetoond dat de wolvin in de middeleeuwen is gemaakt (ca. 1000-1200).

## Geschiedenis

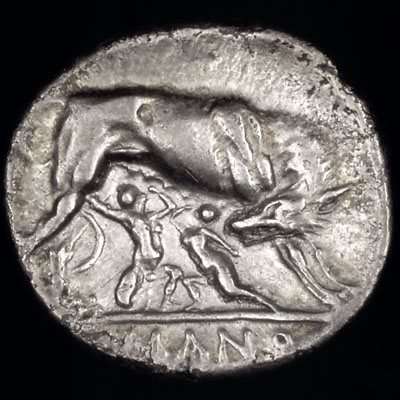
Romeinse didrachme met Romulus, Remus en de wolvin (Ogulnius-groep?). Ca. 269 v.Chr.

Over de vroegste geschiedenis van de Lupa Capitolina is veel onduidelijk. Zeker in ieder geval is dat de wolvin en de tweeling niet in dezelfde tijd zijn gemaakt: de beeldjes van Romulus en Remus zijn in de renaissance toegevoegd aan het toen al bestaande wolvinnenbeeld (volgens sommigen door Pollaiuolo). Mogelijk vervangen ze vergelijkbare beeldjes die op enig moment verloren zijn gegaan. Hoewel al in geschriften uit de oudheid melding wordt gemaakt van soortgelijke beeldengroepen in Rome, kan bij geen van deze bronnen met zekerheid worden vastgesteld dat het om de Lupa Capitolina gaat. Cicero bijvoorbeeld schrijft over een vergulde beeldengroep die op de Capitolijn stond en in 65 v.Chr. door de bliksem werd getroffen. De Lupa Capitolina vertoont echter geen sporen van vergulding, en ook de beschadigingen aan haar achterpoten - volgens sommigen 'littekens' van de bewuste blikseminslag - zijn in werkelijkheid ontstaan tijdens het gietproces. Livius noemt een ander beeld dat vlak bij de Ficus Ruminalis aan de voet van de Palatijn stond. Dit wolvinnenbeeld werd in 296 v.Chr. door de aediles curules Gnaeus en Quintus Ogulnius uitgebreid met beeldjes van Romulus en Remus. Toen Quintus Ogulnius consul werd (269 v.Chr.), zijn munten uitgebracht met daarop een afbeelding van de door hem en zijn broer verfraaide beeldengroep. De Ogulnius-groep vertoont duidelijke verschillen met de Lupa Capitolina. Dionysius van Halicarnassus ten slotte beschrijft eenzelfde beeldengroep die in zijn tijd in de buurt van de Lupercal stond. Waarschijnlijk gaat het ook hier om de beeldengroep van de Ogulnii die door Livius wordt genoemd.  
De Lupa Capitolina zou zijn opgegraven aan de noordwestflank van de Palatijn en aan het begin van de 9e eeuw zijn gepresenteerd in het Paleis van Lateranen, maar de juistheid van dit verhaal is omstreden. Tot 1471, het jaar van de grote kunstdonatie van paus Sixtus IV, werd het beeld bewaard in de kerk San Teodoro, tussen Capitolijn en Palatijn, en vanaf toen in het Palazzo dei Conservatori van de Musei Capitolini op het Campidoglio, waar het tot op de dag van vandaag is te bezichtigen.  Tegenwoordig staat op het Campidoglio een kopie van de beeldengroep op een zuil.

## Voorstelling
De beeldengroep is het symbool van de stad Rome. Zonder de wolvin zou Rome er niet zijn geweest. Volgens de stichtingslegende werd de grootvader van Romulus en Remus, Numitor, ten val gebracht door zijn broer Amulius, die beval hen in de Tiber te gooien. Ze werden echter gered door een wolvin die voor hen zorgde in een grot, de Lupercal, tot de herder Faustulus hen vond en sindsdien opvoedde.

## Datering
De wolvin is sinds de 18de eeuw doorgaans beschouwd als een Etruskisch bronzen beeld en op stilistische gronden gedateerd rond 500-480 v.Chr. De bronzen beeldjes van de tweeling werden waarschijnlijk aan het einde van de 15e eeuw toegevoegd. Tegenwoordig echter zijn meerdere geleerden het er steeds meer over eens dat de wolvin zelf ook niet uit de oudheid stamt, maar uit de middeleeuwen. Eind 2004 verklaarde restauratrice Anna Maria Carruba, na jarenlang met de wolvin te zijn bezig geweest, dat het beeld niet uit de oudheid stamt, maar middeleeuws is. Zij kwam tot die conclusie onder meer op grond van de techniek waarmee het beeld gegoten is. Het is in één keer gegoten volgens een techniek die in de Middeleeuwen is ontwikkeld, terwijl andere bronzen beelden uit de oudheid in delen zijn gegoten en vervolgens in elkaar gezet. Carruba publiceerde in 2006 hierover het boek La Lupa Capitolina, un bronzo medievale. Van de nog altijd aanwezige kleikern in het beeld zijn tientallen monsters genomen en in laboratoria onderworpen aan C14- en thermoluminescentiedatering (TL). Het onderzoek, gepubliceerd in 2009, leidde tot opmerkelijke resultaten: "de tests wezen uit dat de kern tussen de 7de en 16de eeuw van onze jaartelling is gebakken. Het TL-onderzoek wees op een hogere waarschijnlijkheid in de 10de, 11de en 12de eeuw."